# Moments (chanson d'Ayumi Hamasaki)
Pour les articles homonymes, voir Moment.
Singles de Ayumi Hamasaki
No Way To Say
(2003) Inspire
(2004)
Moments est le 32e single original de Ayumi Hamasaki sorti sous le label Avex Trax, en excluant ré-éditions, remixes, et son tout premier single sorti sous un autre label.

## Présentation
Le single sort le 31 mars 2004 au Japon sous le label Avex Trax, produit par Max Matsuura. Il sort cinq mois après le précédent single de la chanteuse : No Way To Say. Il atteint la 1re place du classement de l'Oricon. Il se vend à 157 320 exemplaires la première semaine, et reste classé pendant 21 semaines, pour un total de 302 923 exemplaires vendus durant cette période. C'est le premier single de la chanteuse à sortir aussi en version "CD+DVD", avec un DVD supplémentaire contenant le clip vidéo de la chanson-titre ; la formule avait été inaugurée avec son précédent mini-album Memorial Address, sorti quatre mois plus tôt.
Le disque contient quatre titres : la chanson-titre, sa version instrumentale, une version acoustique et une version remixée. La chanson-titre sert de thème musicale pour une campagne publicitaire pour la marque de cosmétiques Kosé Visée. Elle figurera sur l'album My Story qui sortira neuf mois plus tard, puis sur les compilations A Best 2: White de 2007 et A Complete: All Singles de 2008. Elle sera ré-arrangée acoustiquement pour les albums My Story Classical de 2005 et Ayu-mi-x 7 -Acoustic Orchestra- de 2011, et sera remixée sur l'album Ayu-mi-x 6 Gold de 2008.

## Liste des titres
Toutes les paroles sont écrites par Ayumi Hamasaki, toute la musique est composée par Tetsuya Yukumi.
| 1. | Moments "Original Mix"                | 5:31 |
| 2. | Moments "Acoustic Piano Version"      | 5:33 |
| 3. | Moments "Flying Humanoid Mix"         | 6:48 |
| 4. | Moments "Original Mix" (instrumental) | 5:31 |

| 1. | Moments (vidéo clip) |  |